# Bessan
Bessan is een gemeente in het Franse departement Hérault (regio Occitanie). De plaats maakt deel uit van het arrondissement Béziers. Bessan telde op 1 januari 2022 5.705 inwoners.

## Geografie
De oppervlakte van Bessan bedroeg op 1 januari 2022 27,65 vierkante kilometer; de bevolkingsdichtheid was toen 206,3 inwoners per km².

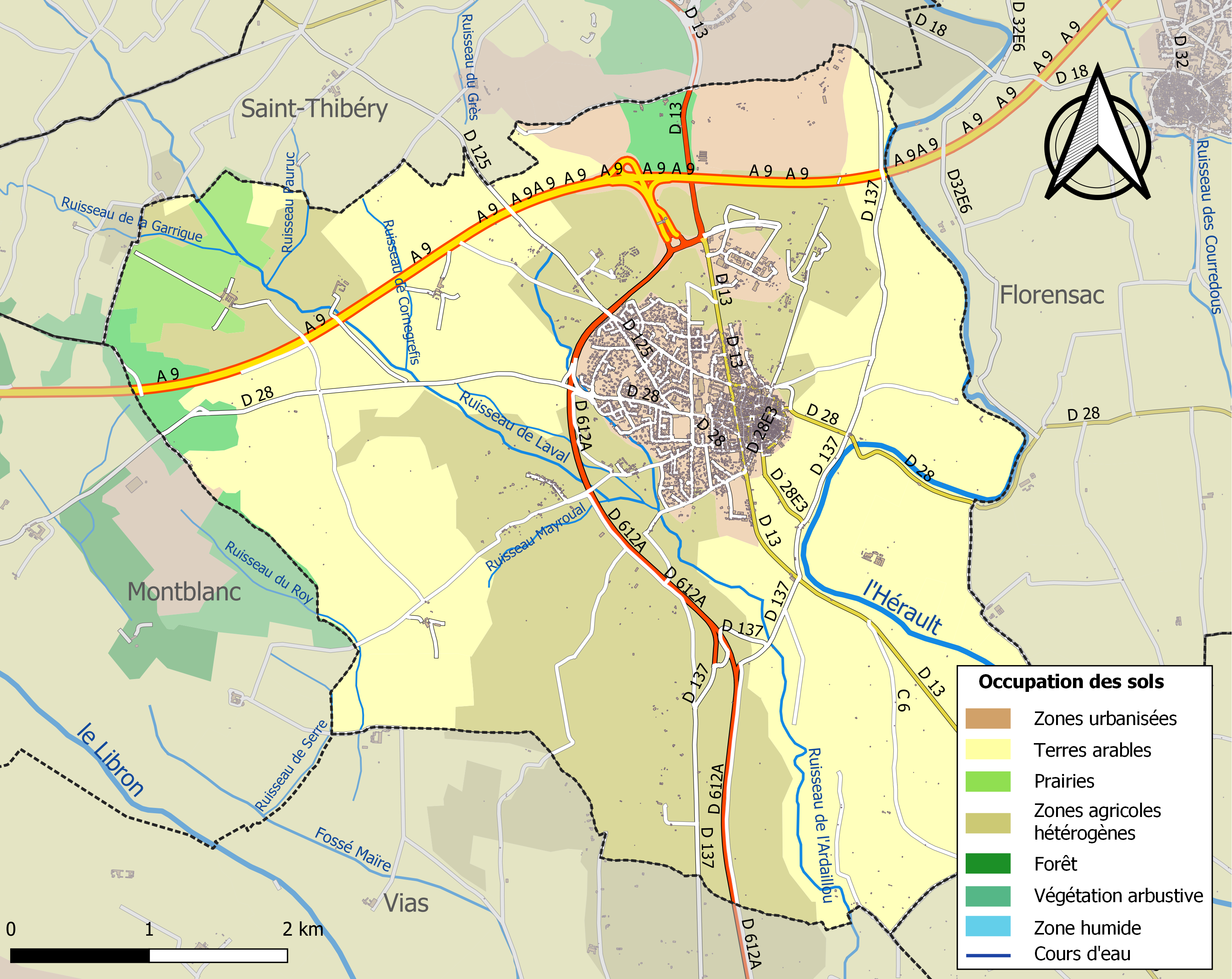
Kaart van de gemeente met belangrijkste infrastructuur, bodemgebruik en omliggende gemeenten

## Demografie
Onderstaande figuur toont het verloop van het inwonertal (bron: INSEE-tellingen).